# Cantón Archidona
Cantón Archidona är en kanton i Ecuador.   Den ligger i provinsen Napo, i den centrala delen av landet, 60 km sydost om huvudstaden Quito. Antalet invånare är 18 551. Arean är 3 029 kvadratkilometer.
Terrängen i Cantón Archidona är huvudsakligen mycket bergig.